# Tiare Vladimir
La tiare Vladimir (en russe : Владимирская тиара) est une tiare composée de diamants et de perles. Réalisée en 1874 pour la grande-duchesse Marie Pavlovna de Russie, elle appartient aujourd'hui aux joyaux de la Couronne britannique.

## Histoire
Réalisée par le joaillier Carl Edvard Bolin en 1874, la tiare Vladimir sert de cadeau de mariage au grand-duc Vladimir Alexandrovitch de Russie, qui l'offre à sa femme, la princesse Marie de Mecklembourg-Schwerin, ensuite connue sous le nom de Maria Pavlovna de Russie. Le bijou est alors acheté pour 48 200 roubles.
Pendant la Révolution de 1917, la tiare et d'autres bijoux sont évacués en secret du palais Vladimir par un agent britannique du nom d'Albert Stopford, qui les remet à la grand-duchesse après son départ de Russie. Exilée en Suisse, Maria Pavlovna cède la tiare à sa fille, la grande-duchesse Hélène Vladimirovna, avant de mourir, en 1921. Désargentée, celle-ci revend le bijou à la reine Mary du Royaume-Uni pour 28 000 livres.
La reine fait modifier la tiare pour recevoir 15 des cabochons Cambridge. Les perles originales peuvent alors facilement être remplacées par des émeraudes.
En 1953, la reine Élisabeth II hérite de la tiare de sa grand-mère. Aujourd'hui, la tiare est presque exclusivement portée avec les parures Cambridge et Delhi Durbar, qui contiennent également de grandes émeraudes. La reine Élisabeth arbore la tiare dans son portrait officiel de reine du Canada, car aucun des royaumes du Commonwealth (en dehors du Royaume-Uni) ne possède ses propres joyaux de la Couronne.

## Galerie

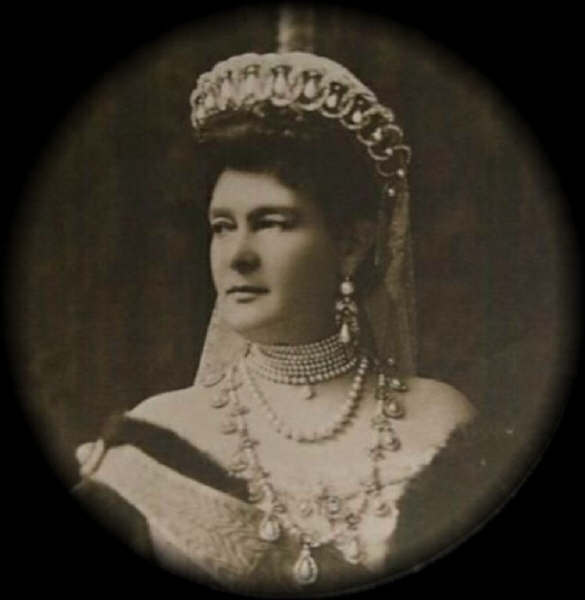
La grande-duchesse Maria Pavlovna.
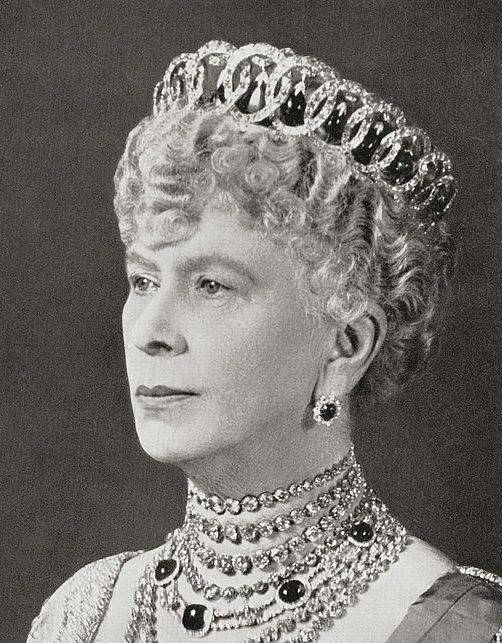
La reine Mary de Teck.
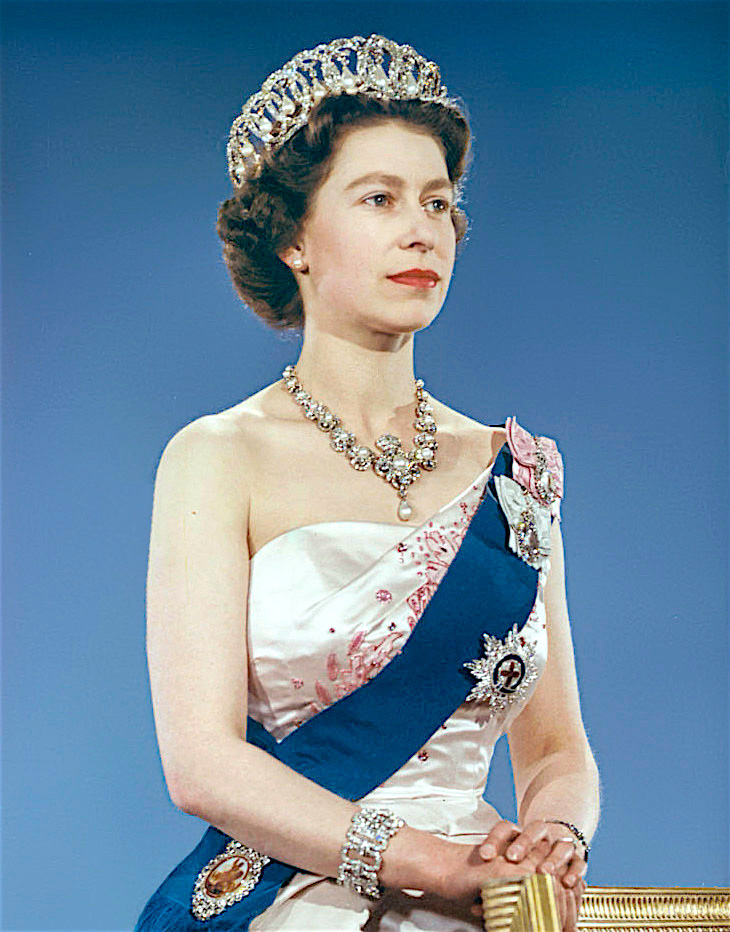
La reine Élisabeth du Royaume-Uni.